# Neolophron canberrai
Neolophron canberrai är en stekelart som beskrevs av Ian D. Gauld 1984. Neolophron canberrai ingår i släktet Neolophron och familjen brokparasitsteklar. Inga underarter finns listade i Catalogue of Life.